# استفن باس
استفان لورل "توییچ" باس (به انگلیسی: Stephen Boss) (زاده ۲۹ سپتامبر ۱۹۸۲ - درگذشته ۱۳ دسامبر ۲۰۲۲) یک رقصنده سبک آزاد هیپ هاپ، طراح رقص، بازیگر، تهیه‌کننده تلویزیونی و سلبریتی آمریکایی بود. او در نمایش شوی الن دی‌جنرس به عنوان مجری برنامه حضور داشت و همچنین یکی از تهیه‌کنندگان اجرایی برنامه بود. او در بازی الن به عنوان دستیار شوی الن دی‌جنرس حضور داشت. بین سال‌های ۲۰۱۸ تا ۲۰۲۰ او و همسرش آلیسون هولکر میزبان جشن‌های افسانه‌ای دیزنی در شبکه‌های فریفورم و دیزنی پلاس بودند.

## اوایل زندگی
در سال ۲۰۰۰، باس از دبیرستان لی در مانتگامری، آلاباما فارغ‌التحصیل شد و رشته رقص را در کالج جامعه ایالتی اتحادیه جنوبی در وادلی، آلاباما و دانشگاه چپمن گذراند.

## زندگی خصوصی
در ۱۰ دسامبر ۲۰۱۳، باس و آلیسون هولکر، در ویلا سان جولیت و کارخانه شراب سازی نیجل لیتگو در پاسو روبلز، کالیفرنیا ازدواج کردند. او همچنین دختر هولکر را به فرزندی پذیرفت. در مارس ۲۰۱۶، پسر آنها به دنیا آمد. در نوامبر ۲۰۱۹، دختر آنها به دنیا آمد.

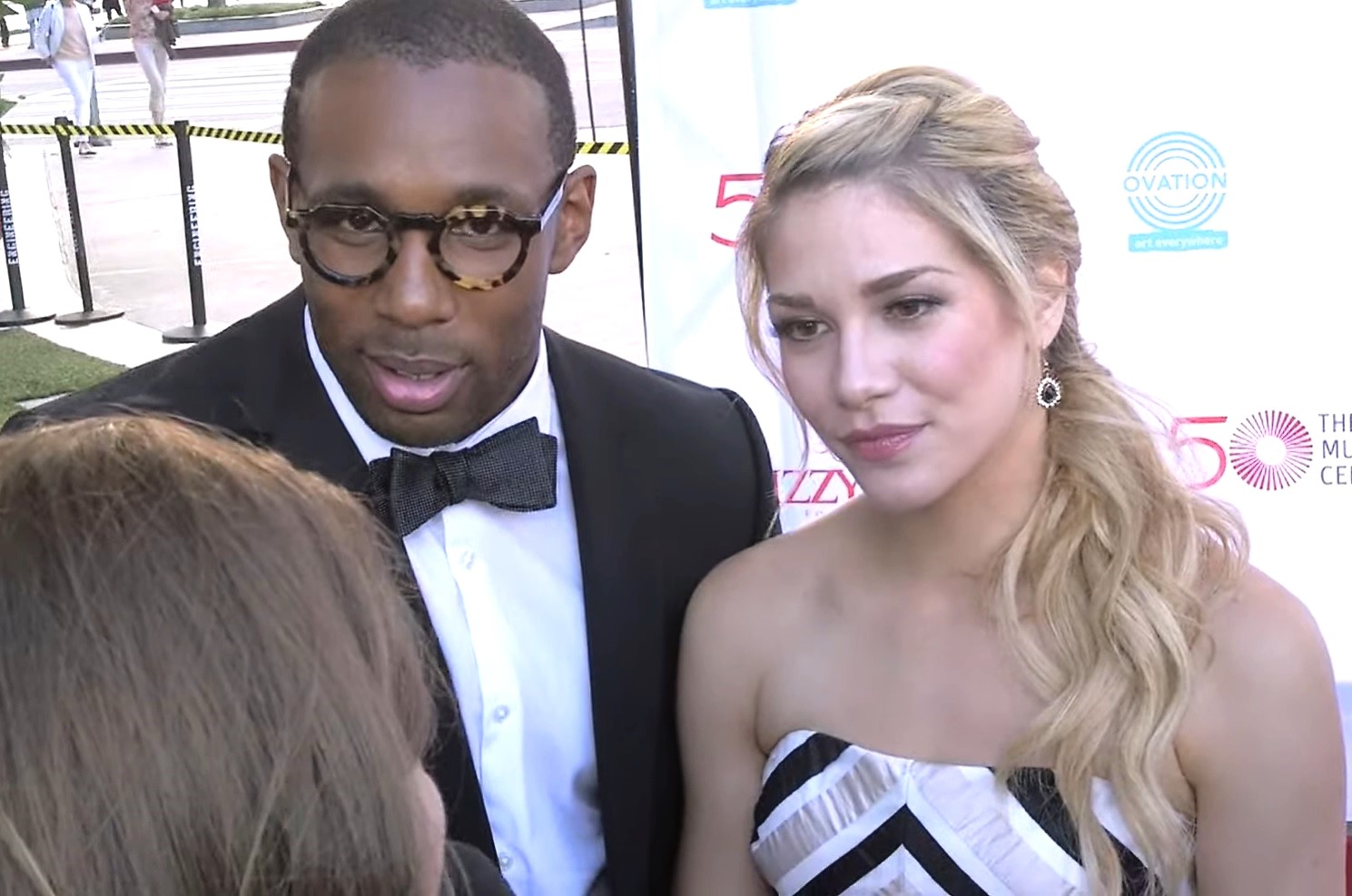
تصویر باس و هولکر در سال ۲۰۱۴

## مرگ
در ۱۳ دسامبر ۲۰۲۲، آلیسون هولکر، همسر باس، به مقامات اداره پلیس لس‌آنجلس اطلاع داد که باس بدون بردن ماشین خود از خانه خارج شده‌است و این رفتار او غیرعادی بود. پلیس گزارشی در مورد فیلم‌ دوربین مسافرخانه اوک تری در انسینو، لس آنجلس دریافت کرد، جسد باس در حالی پیدا شد که از متل خارج نشده بود. مرگ او، خودکشی با شلیک گلوله توسط خودش اعلام گردید.